# Traité de construction navale

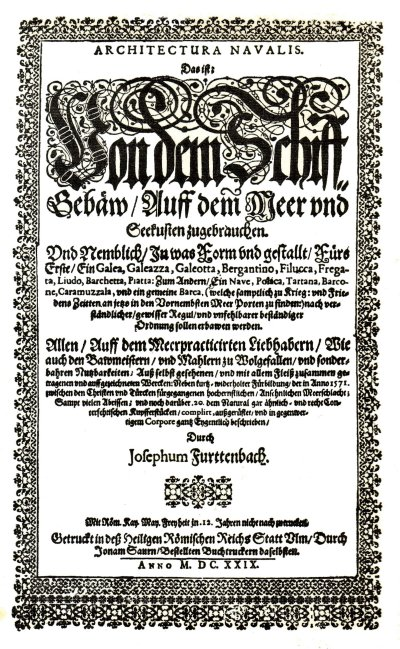
Frontispice de l'édition allemande de 1629 de Joseph Furttenbach

Différents auteurs se sont attachés à théoriser les constructions navales dans des Traités de construction navale.
Les outils théoriques d’une véritable Sciencia Navalis n'émergent qu'à partir du XVIIe siècle . À l’aube du XVIIe siècle, la construction navale est le savoir des charpentiers de marine, savoir qui se transmet de père en fils . « Entre 1600 et 1800, la construction des navires passe de l’art à la science, du secret du métier à la standardisation des méthodes et des constructions, de l’apprenti charpentier à l’élève constructeur puis à l’ingénieur constructeur de la marine . »
Joao Baptista Lavanha et Joseph Furttenbach sont les premiers à parler d'architecture navale mais ne se réclament pas de l'invention de l'expression.

## XIesiècle
- Bhoja Narapati : Yuktikalpataru en sanscrit[5]

## XVIesiècle
- Stolonomie : tracté contenant la manière de dresser, fournir, equipper et entretenir en tout temps en bon ordre une armée de mer et raisons des frais d'icelle, milieu XVIe siècle Lire en ligne
- Diego García de Palacio (es), Instrucción náutica, para el buen uso y regimiento de las naos, su traça, y su gobierno conforme a la altura de México, Mexico, 1588.
- Fernando Olivera, Ars nautica, vers 1570
- Matthew Baker, Fragments of Ancient English Shipwrightry, 1575
- Thomas Digges,  Stratiotikos, Architectura nautica, Londres, 1579
- Fernando Olivera, Liuro da Fabrica das Naos, vers 1580

## XVIIesiècle
- Bartolomeo Crescenzio. Nautica mediterranea : nella quale si mostra la fabrica delle galee galeazze, e galeoni con tutti lor armamenti, ufficii et ordini et il modo di far vogar una galea a tutti transiti del mar con solo vinti remieri appresso Bonfadino. Rome. 1607. Lire en ligne
- João Baptista Lavanha, Livro Primeiro da Arquitectura Naval, vers 1608
- Pantero Pantera. L'armata navale: del capitan Pantero Pantera. Divisa in doi libri. Ne i quali si ragiona del modo, che si ha à tenere per formare, ordinare, & conseruare un'armata maritima. Appresso Egidio Spada, 1614. Lire en ligne
- Joao Baptista Lavanha, Livro primeiro da architectura naval, 1608. Lire en ligne
- I. Hobier. De la construction d'une gallaire, et de son équipage. A Paris, par Denys Langlois, au mont S. Hilaire, à l'enseigne du Pelican. M.DC.XXII. 1622 Lire en ligne
- Joseph Furttenbach,  Architectura navalis, das ist von dem Schiff, Gebäw auff dem Meer und Seeküsten zugebrauchen. 1629
- Georges Fournier, Hydrographie contenant la théorie et la practique de toutes les parties de la navigation, Paris, Michel Soly, 1643
- Anonyme, Evenredige toerusting van schepen ten oorlog bijder see, vers 1650
- Bernard Renau d'Eliçagaray Théorie de la manœuvre des vaisseaux, chez Estienne Michallet, Paris, 1689
- Nicolas Witsen, Architectura Navalis et Regimen Nauticum ofte Aaloude en Hedendaegsche Scheeps-bouw en Bestier, Amsterdam 1690.
- Anonyme, Traité de la construction des galères (Conservé au service Historique de la Marine de Vincennes sous la cote Ms SH 133), vers 1691.
- Åke Rålamb Skeps Byggerij Eller Adelig Öfnings Tionde Tom. Stockholm 1691.
- Paul Hoste, Théorie de la construction des vaisseaux qui contient plusieurs traitez de mathématique sur les choses nouvelles et curieuses, Hoste, Lyon, 1697.
- Cornelis Van Yk, De Nederlandsche Scheeps-Bouw-Konst Open Gestelt. Delft, Andries Voorstat, pour Ian ten Hoorn à Amsterdam, 1697.

## XVIIIesiècle

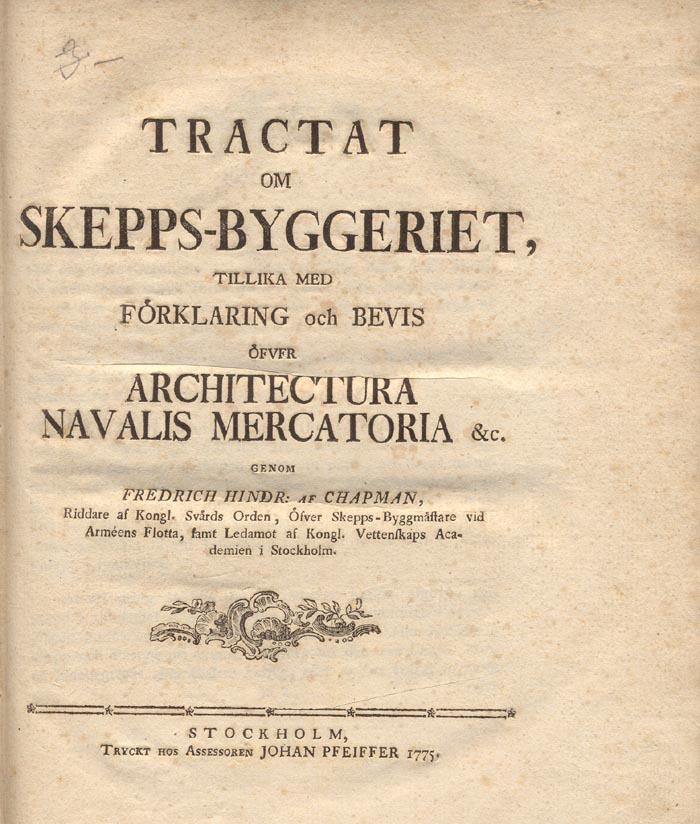
Frederik Henrik af Chapman. Architectura Navalis Mercatoria. Édition de 1775

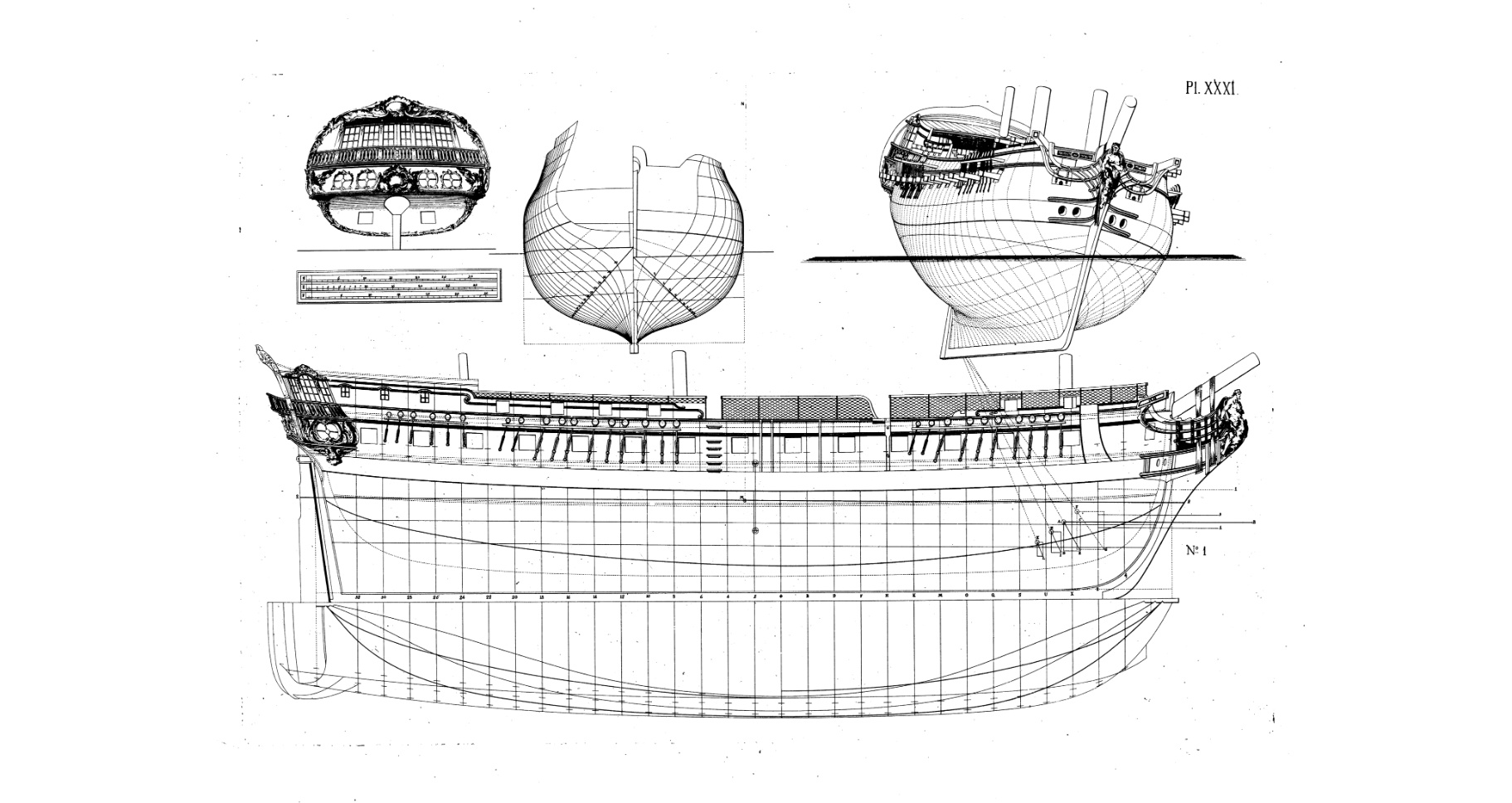
Frederik Henrik af Chapman. Architectura Navalis Mercatoria, Planche nr XXXI (31). 1768. Musée de la Marine à Stockholm

- Blaise-Joseph Ollivier, Traité de construction : par M. Ollivier, ingénieur de la marine et des constructions pour servir d’instruction à ses enfants  manuscrit, 1743
- Pierre Bouguer, Traité du navire, de sa construction et de ses mouvemens, 1746 (lire en ligne)
- (Daniel  Bernoulli Hydrodynamica (en). 1748)
- Leonhard Euler. Scientia navalis. 1749
- Frederik Henrik af Chapman. Architectura Navalis Mercatoria. 1768
- Leonhard Euler. Théorie complète de la construction et de la manœuvre des vaisseaux mise à la portée de ceux qui s’appliquent à la navigation, , St. Petersburg, 1773
- Daniel Bernoulli. Principes hydrostatiques et mécaniques, dans Recueil des pièces qui ont remporté le prix de l’académie royale des sciences, T8, Paris, 1771.
- Frederik Henrik af Chapman. Traité de la construction des vaisseaux, avec une explication où l'on démontre les principes de l'architecture navale marchande, & des navires armés en course. Par M. Frédéric de Chapman, etc. Traduit du suédois par Pierre-Charles Le Monnier, sur l'édition publiée & imprimée chez Jean Pfeiffer en 1775. Lire en ligne
- Honoré Sébastien Vial de Clairbois, Traité de la construction des vaisseaux. Avec des éclaircissements & démonstrations touchant l'ouvrage intitulé: Architectura Navalis Mercatoria, & C. Traduit du suédois, publié avec quelques notes et additions.. par M. Honoré Sébastien Vial de Clairbois. Brest, Malassis, 1781 (en ligne)

## XIXesiècle
- Auguste Jal. Glossaire nautique, répertoire polyglotte de termes de marine anciens et modernes, Paris, Firmin Didot Frères, 1848.
- Marco Capponi. Tracé à la salle des bâtiments de mer d'après devis. Imprimerie Veuve Baume, 1850. Lire en ligne.
- Antoine Joseph de Fréminville, Traité pratique de construction navale, Paris, Athus Bertrand, 1864 (lire en ligne)